# Parasuta nigriceps
Parasuta nigriceps là một loài rắn trong họ Rắn hổ. Loài này được Günther mô tả khoa học đầu tiên năm 1863.

## Hình ảnh

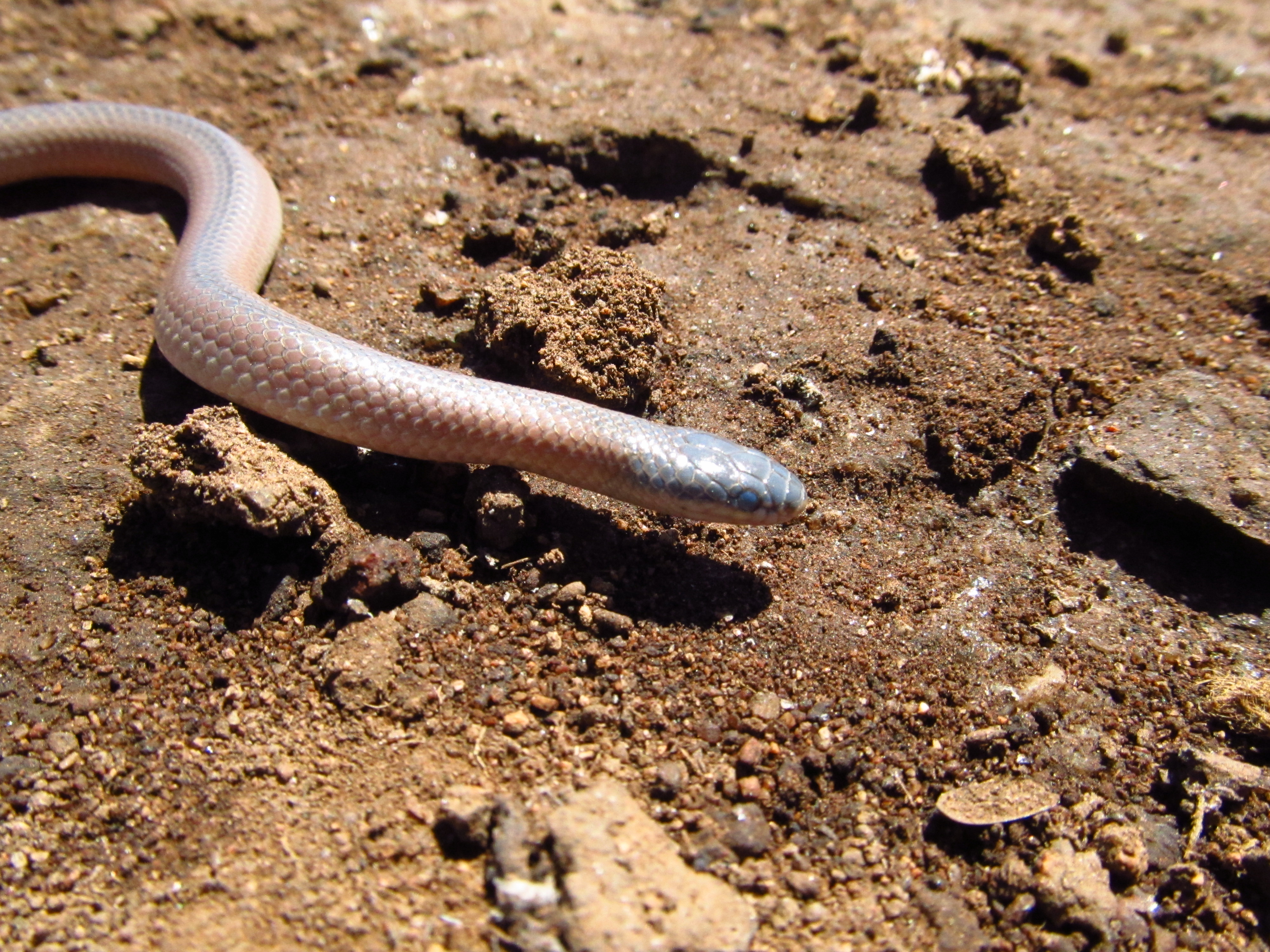
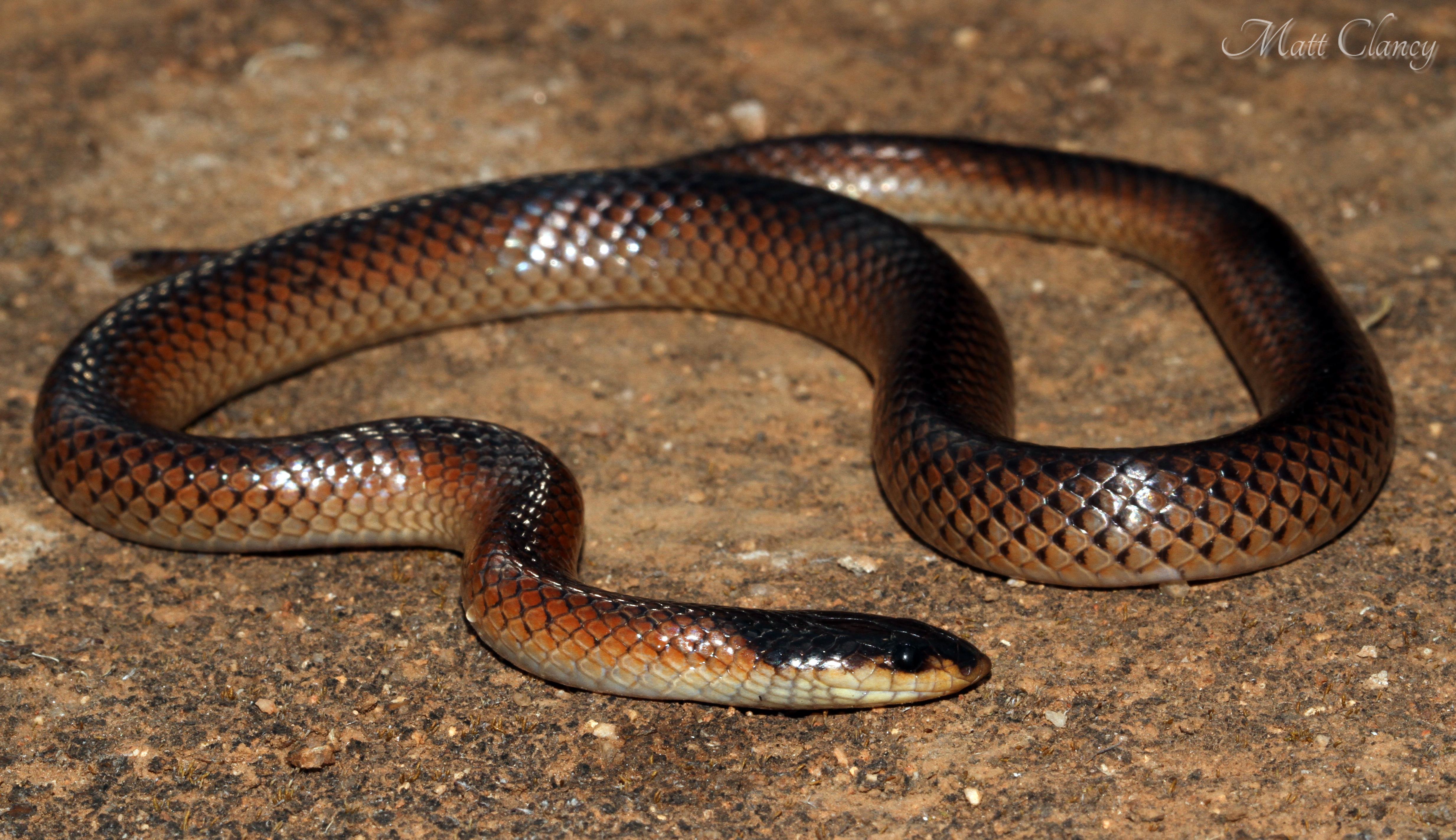
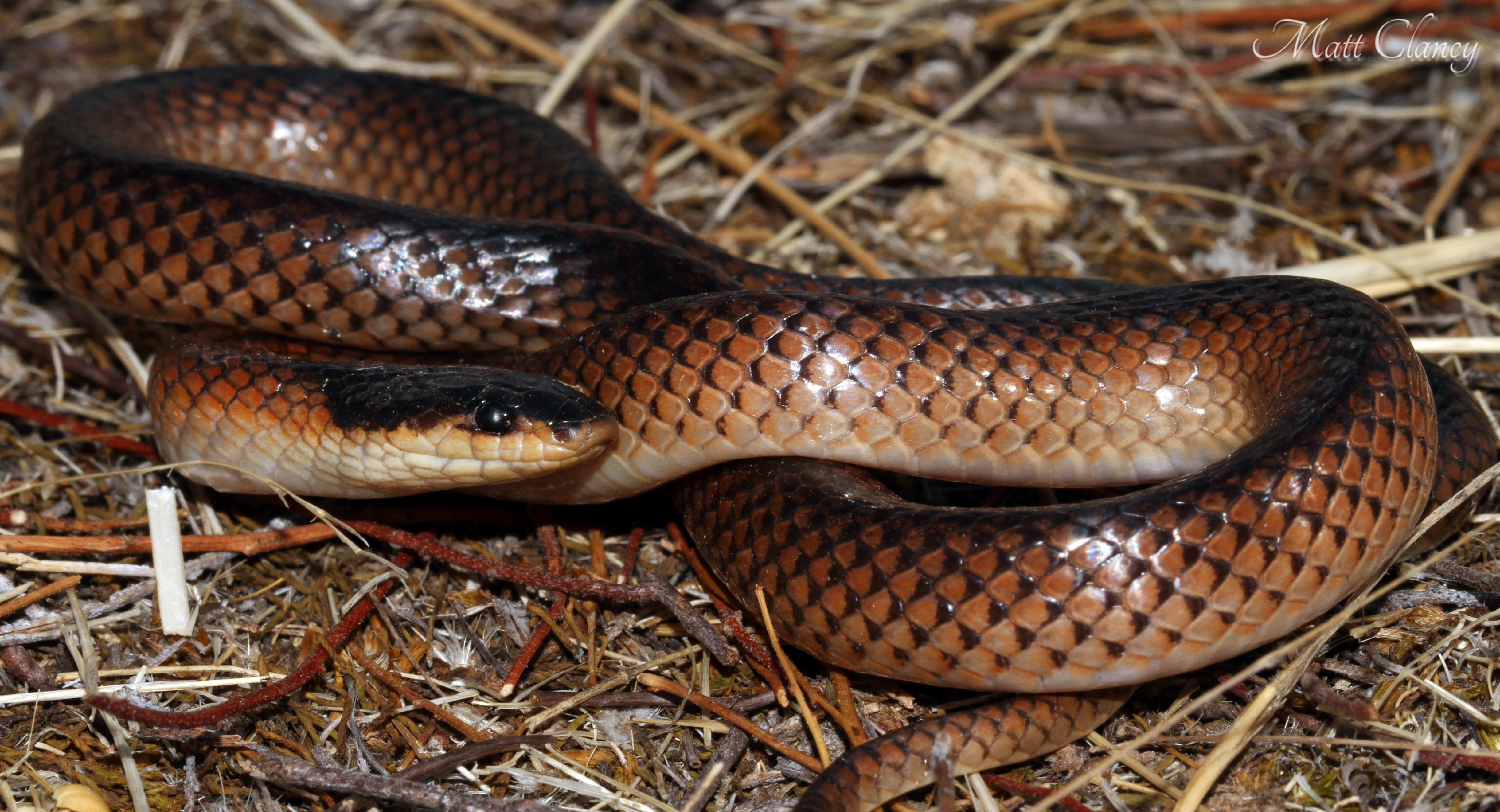
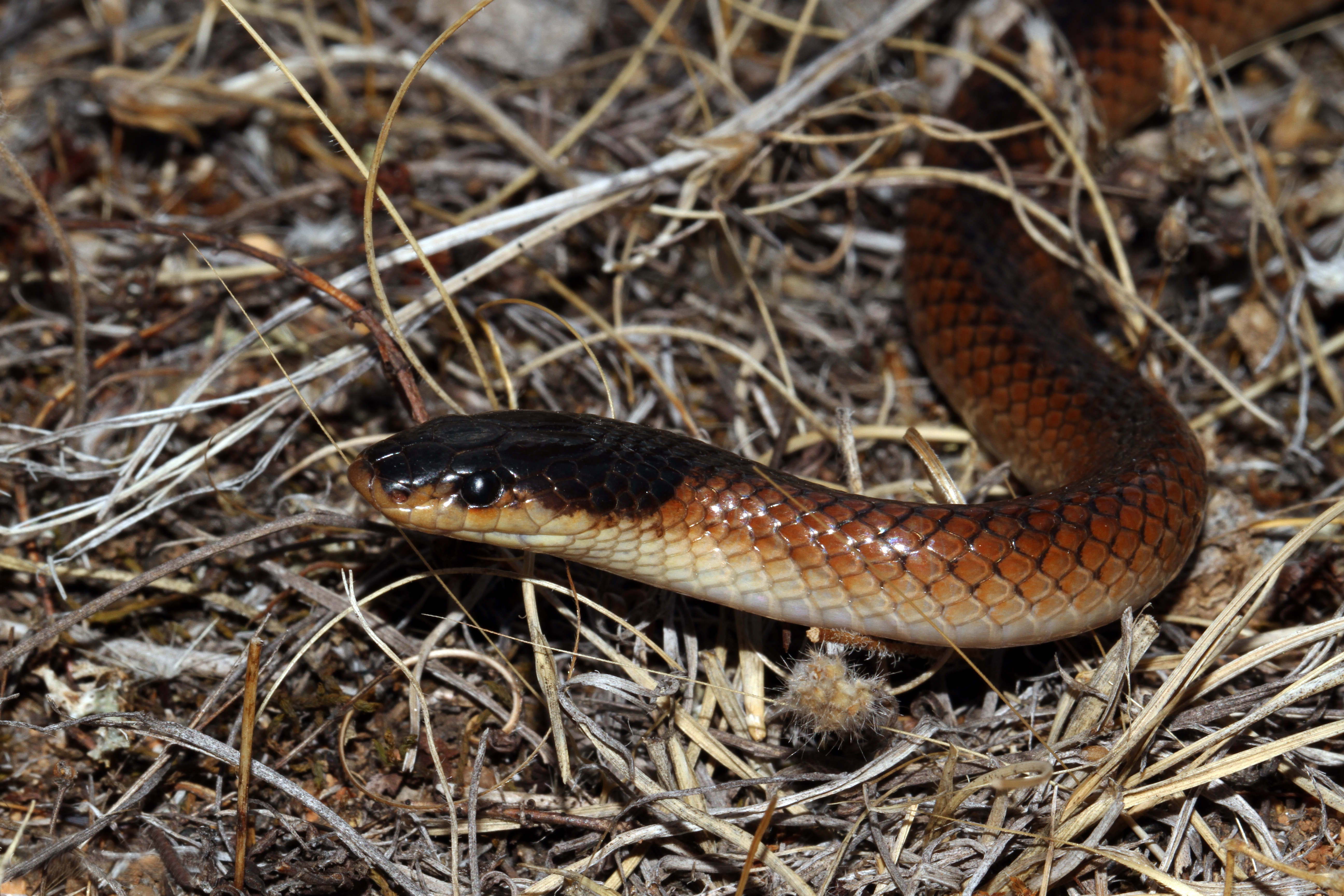